# Glysas Grab

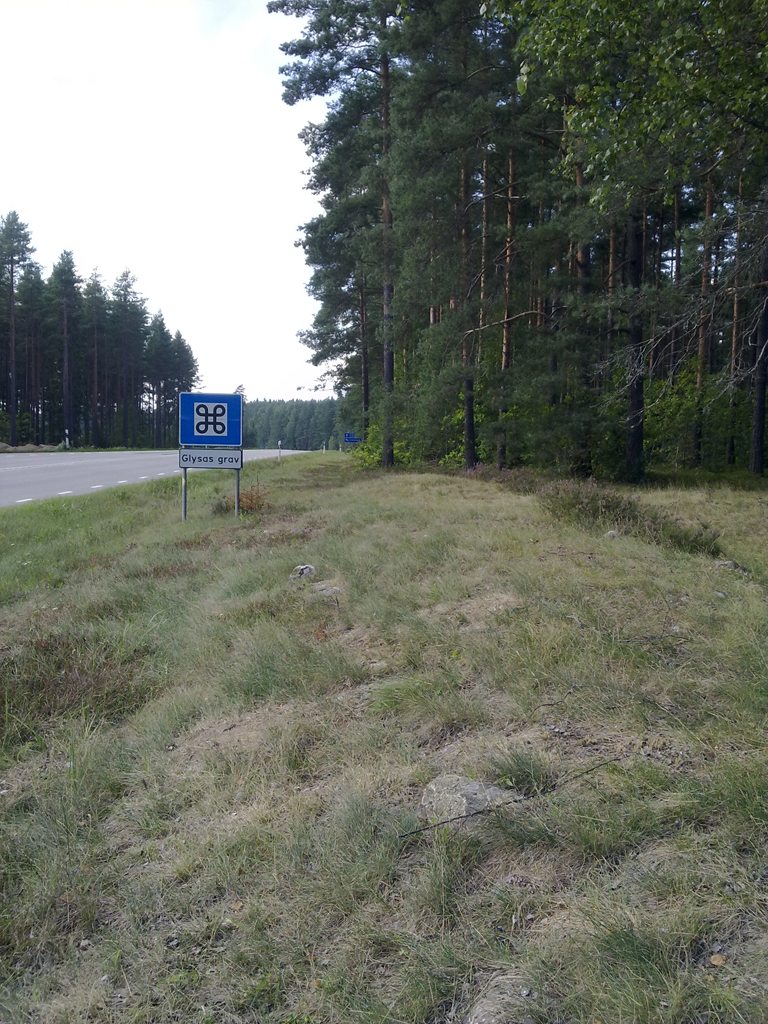
Glysas Grab

Glysas Grab (schwedisch Glysas grav) ist eine Schiffssetzung im Kirchspiel Stora Mals in der Katrineholms kommune in Södermanland in Schweden.
Die Südwest-Nordost orientierte etwa 34,0 Meter lange, mittig etwa fünf Meter breite und bis zu 0,5 m hohe Steinsetzung liegt am Rande des Riksväg 52 bei Skirtorp, fünf Kilometer östlich von Katrineholm, an der Kreuzung der Straßen Riksväg 55 und 56. 
Das aus Steinen und Torf erstellte Schiff stammt aus der Bronzezeit und ist eines der wenigen Denkmäler aus dieser Zeit in dieser Region, die bis zum Ende der Eisenzeit besiedelt war. 
Der Legende nach war Glysa eine Riesin, die in der Morgendämmerung von Trollen getötet und begraben wurde.